# Five Island Harbour
Five Island Harbour är en vik i Antigua och Barbuda.   Den ligger i parishen Parish of Saint Mary, i den nordvästra delen av landet, 6 kilometer väster om huvudstaden Saint John's.
Omgivningarna runt Five Island Harbour är en mosaik av jordbruksmark och naturlig växtlighet. Runt Five Island Harbour är det ganska tätbefolkat, med 222 invånare per kvadratkilometer.